# Serritslev Sogn
Serritslev Sogn er et sogn i Brønderslev Provsti (Aalborg Stift).
I 1800-tallet var Serritslev Sogn anneks til Vester Brønderslev Sogn, der senere hed Brønderslev Sogn. Begge sogne hørte til Børglum Herred i Hjørring Amt. Trods annekteringen var de to selvstændige sognekommuner. Brønderslev blev købstad i 1921. Den blev ved kommunalreformen i 1970 kernen i Brønderslev Kommune, som Serritslev også blev indlemmet i.
I Serritslev Sogn ligger Serritslev Kirke.
I sognet findes følgende autoriserede stednavne:
- Bakholm (bebyggelse)
- Bakken (bebyggelse)
- Hjelmsted (bebyggelse, ejerlav)
- Holte (bebyggelse, ejerlav)
- Kalum (bebyggelse, ejerlav)
- Nygård (bebyggelse)
- Røgildhøj (bebyggelse)
- Serritslev (bebyggelse, ejerlav)
- Smersted (bebyggelse)
- Ulvhøj (bebyggelse)
- Underåre (bebyggelse)
- Vestermark (bebyggelse)
- Vesterå (bebyggelse, ejerlav)